# برچسب سیمی شناسه‌دار

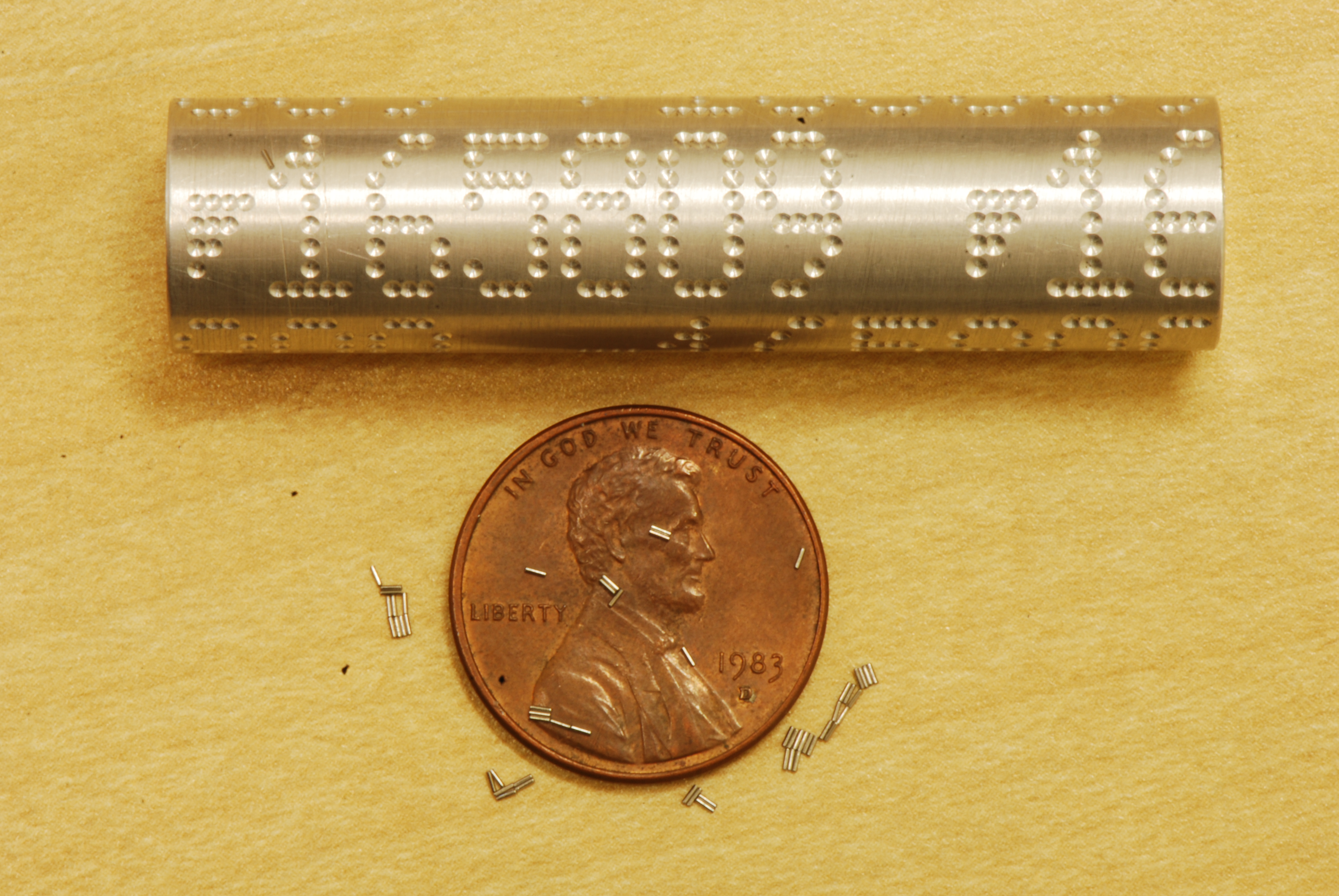
برچسب سیمی شناسه‌دار مدل غول‌پیکر با برچسب‌های واقعی، پنی برای مقیاس

برچسب سیمی شناسه‌دار یا برچسب سیمی رمزگذاری‌شده (CWT) یک دستگاه برچسب‌گذاری جانوران است که اغلب برای شناسایی دسته‌های ماهی استفاده می‌شود. این شامل سیم فولادی ضدزنگ مغناطیسی ۰٫۲۵ قطر میلی‌متر و به‌طور معمول ۱٫۱ میلی‌متر طول است. برچسب با ردیف‌هایی از عددها مشخص می‌شود که نشان‌دهنده کدهای دسته‌ای خاص یا فردی است. این برچسب معمولاً به پوزه یا گونه ماهی تزریق می‌شود تا بتوان آن را برای تحقیقات یا مدیریت ماهیگیری ردیابی کرد.
ماهی‌ها، سخت‌پوستان، حشرات، شکم‌پایان و بسیاری از جانوران دیگر با موفقیت با برچسب‌های سیم شناسه‌دار برچسب‌گذاری شده‌اند. برنامه برچسب‌گذاری سیم شناسه‌دار در شمال غربی اقیانوس آرام به عنوان بزرگ‌ترین برنامه برچسب‌گذاری جانوران در تاریخ توصیف شده است، که بیش از ۱ میلیارد ماهی قزل‌آلای برچسب‌گذاری‌شده است.

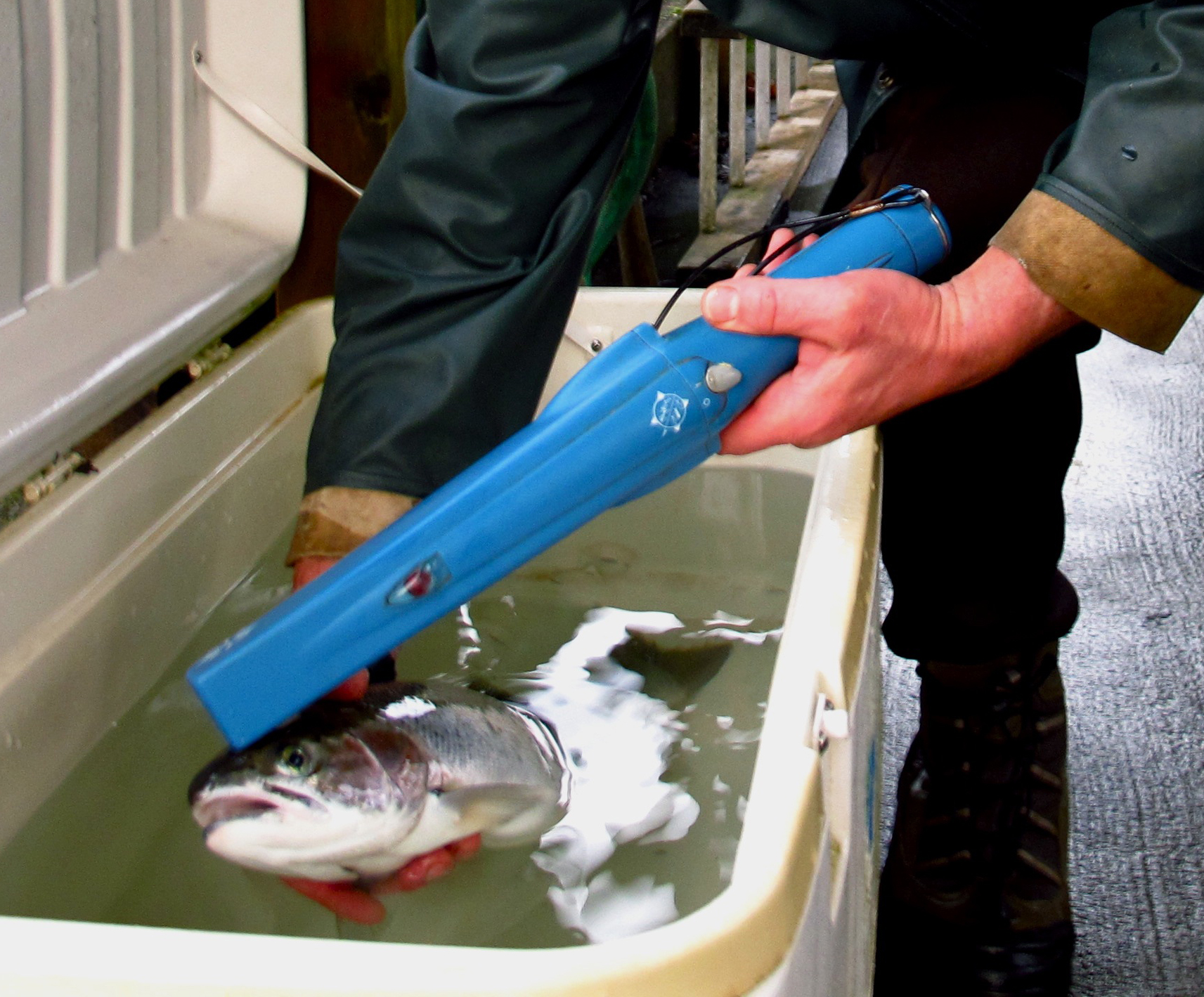
سر این ماهی سرفولادی با گرز CWT اسکن می‌شود.

همچنین از برچسب‌های سیمی شناسه‌دار برای ردیابی رژیم غذایی پرندگان ماهی‌خوار استفاده شده است، زیرا زمانی که از سر ماهی برچسب‌دار خورده می‌شود، برچسب از دستگاه گوارش پرنده عبور می‌کند. برچسب‌های شناسه‌دار در ژاپن نیز بهره‌برداری شد.